# Papirosa
Papirosa (папироса en ruso) es un tipo de cigarro sin filtro con una boquilla larga de cartón. 

## Etimología
El término papirosa proviene del  noroeste

## Dscripción
Una prrisasa está formada por un cigarro en papel arroz el cual a su vez está incrustado a un tubo largo de papel más grueso. Las papirosas contienen menos cantidad de tabaco que los cigarrillos convencionales, éste ocupa aproximadamente un tercio de la longitud de la papirosa. 

### Boquilla
El tubillo grueso de la papirosa tiene como objeto el poder tomar el cigarrillo sin quemarse los dedos, igual que el filtro en los cigarrillos modernos. También este tubillo tiene la función de boquilla y de darle a quien fume la opción de decidir la longitud de esta boquilla.

## Popularidad
Las papirosas son muy populares en Rusia y en las repúblicas exsoviéticas. Entre otras razones debido al bajísimo precio con el que se expenden, a comparación de otras marcas y tipos de cigarros. 
La marca de papirosas más vendida es la marca Belomorkanal.
- Datos: Q2005747